# Padaoru
Padaoru este o arie protejată (arie specială de conservare — SAC, sit de importanță comunitară — SCI) din Estonia întinsă pe o suprafață de 177,7 ha, integral pe uscat.

## Localizare
Centrul sitului Padaoru este situat la coordonatele 59°25′12″N 26°42′10″E / 59.4201°N 26.7028°E.

## Înființare
Situl Padaoru a fost declarat sit de importanță comunitară în aprilie 2004 pentru a proteja 2 specii de animale. Situl a fost protejat și ca arie specială de conservare în iulie 2005.

## Biodiversitate
Situată în ecoregiunea boreală, aria protejată conține 7 habitate naturale: Cursuri de apă de la nivel de câmpie la nivel montan, cu vegetație Ranunculion fluitantis și Callitricho-Batrachion, Pajiști aluvionare boreale nordice, Pajiști din zone de pădure fino-scandinave, Taiga vestică, Păduri caducifoliate bătrâne naturale hemiboreale fino-scandinave (Quercus, Tilia, Acer, Fraxinus sau Ulmus) bogate în specii epifite, Păduri fino-scandinave bogate în ierburi cu Picea abies, Păduri aluvionare cu Alnus glutinosa și Fraxinus excelsior (Alno-Padion, Alnion incanae, Salicion albae).
La baza desemnării sitului se află mai multe specii protejate:
- nevertebrate (1): Unio crassus
- pești (1): Lampetra fluviatilis